# Laveline-devant-Bruyères
Laveline-devant-Bruyères – miejscowość i gmina we Francji, w regionie Grand Est, w departamencie Wogezy.
Według danych na rok 1990 gminę zamieszkiwało 737 osób, a gęstość zaludnienia wynosiła 238 osób/km² (wśród 2335 gmin Lotaryngii Laveline-devant-Bruyères plasuje się na 466. miejscu pod względem liczby ludności, natomiast pod względem powierzchni na miejscu 1168.).